# Friedrich Schragl
Friedrich Schragl (* 9. Juli 1937 in Steinakirchen am Forst; † 15. Februar 2025 in St. Pölten) war ein österreichischer römisch-katholischer Geistlicher und Kirchenhistoriker.

## Leben
Er besuchte das Stiftsgymnasium Seitenstetten und studierte anschließend in St. Pölten und Wien Theologie. Am 29. Juni 1961 wurde er in St. Pölten von Bischof-Koadjutor Franz Žak zum Priester geweiht. 1968 promovierte Schragl an der Universität Wien mit einer Dissertation zu Verfall und Erneuerung der wichtigsten Pfarren im Viertel ober dem Wienerwald in Niederösterreich von 1520 bis 1650. Er war Kaplan in Heidenreichstein und Tulln, 1965 bis 1969 Vizerektor im Bischöflichen Seminar Melk, 1969 Religionsprofessor am Francisco Josephinum in Wieselburg und 1970 Domkurat in St. Pölten. Er lehrte von 1971 bis 2010 als Professor für Kirchengeschichte und Patrologie an der Philosophisch-Theologischen Hochschule in St. Pölten. Seit 1972 wohnte er im Pfarrhof Gerersdorf, wo er auch Seelsorger war. Die letzten Lebensjahre verbrachte er im Elisabethheim in St. Pölten und wirkte aber weiterhin in Gerersdorf.
Schragl verstarb am 15. Februar 2025 im Krankenhaus St. Pölten und wurde am 25. Februar 2025 im Priestergrab am Friedhof Gerersdorf bestattet.

## Werke
- Steinakirchen am Forst. Geschichte der Pfarre und ihrer Orte. Steinakirchen am Forst 1975.
- Glaubensspaltung in Niederösterreich. Beiträge zur niederösterreichischen Kirchengeschichte (= Veröffentlichungen des kirchenhistorischen Instituts der katholisch-theologischen Fakultät der Universität Wien. Band 14). Dom-Verlag, Wien 1973.
- Geschichte der Diözese St. Pölten. NÖ. Pressehaus, St. Pölten 1985, ISBN 3-85326-737-8 (eingeschränkte Vorschau in der Google-Buchsuche).

## Auszeichnungen
- Ehrenbürger der Gemeinde Gerersdorf[5]